# Vladimer Ugrekhelidze
Vladimer Ugrekhelidze (in georgiano ვლადიმერ უგრეხელიძე?; Tbilisi, 18 agosto 1939 – Tbilisi, 3 febbraio 2009) è stato un cestista sovietico.

## Carriera
Con l'Unione Sovietica ha disputato i Giochi olimpici di Roma 1960, i Campionati europei del 1961 e i Campionati mondiali del 1963.

## Palmarès
- Campionato sovietico: 1

Dinamo Tbilisi: 1967-68
- Coppa dei Campioni: 1

Dinamo Tbilisi: 1961-62